# Mastigophorus parra
Mastigophorus parra är en fjärilsart som beskrevs av Felipe Poey 1832. Mastigophorus parra ingår i släktet Mastigophorus och familjen nattflyn. Inga underarter finns listade i Catalogue of Life.